# جوردن تايلور (لاعبة كرة لينة)
جوردن تايلور (بالإنجليزية: Jordan Taylor) هي لاعبة كرة لينة أمريكية، ولدت في 24 أكتوبر 1988 في فالنسيا، سانتا كلاريتا، كاليفورنيا في الولايات المتحدة.